# Chiesa di San Desiderio (Assago)
La chiesa di San Desiderio è la chiesa parrocchiale di Assago, in città metropolitana ed arcidiocesi di Milano; fa parte del decanato di Cesano Boscone.

## Storia
Si sa che ad Assago fu edificata una chiesa dedicata a San Desiderio nel XIII secolo. L'attuale parrocchiale venne costruita nel XV secolo. L'ampliamento condotto nel Settecento conferì all'edificio l'aspetto attuale. Nel Novecento la chiesa ed il campanile furono ristrutturati e, quest'ultimo, modificato.

## Interno
Opere di pregio custodite all'interno della chiesa sono degli affreschi, dipinti nel XV secolo raffiguranti La Natività della Beata Vergine Maria, la Madonna col Bambino, San Desiderio, San Sebastiano, San Rocco e Sant'Antonio.